# T69 (танк)
T69 (англ. T69, 90mm Gun Tank) — опытный американский средний танк, разработанный в 1950-х годах на основе танка T42, стал первым американским танком с качающейся башней. Был построен 1 прототип, серийно не производился. 

## История создания, конструкция
Был создан в 1953—1955 годах на основе конструкции опытного среднего танка T42. Данный танк использовал концепцию качающейся башни. Именно T69, вооружённый 90-мм пушкой и использовавший шасси опытного T42, стал первым американским танком с качающейся башней и автоматом заряжания, основанной на башне второго прототипа AMX-13. Но в отличие от французских танков, чей магазин автомата заряжания был вынесен в кормовую нишу башни, из-за чего перезарядка танка осуществлялась только снаружи, что в боевых условиях требовало отвода танка из зоны обстрела, американские танки данного типа имели преимущество в вынесении магазина в низ качающейся части башни, что сохранило возможность быстрой перезарядки его экипажем изнутри танка. 90-мм пушка T178 по существу являлась тем же 90-мм орудием TJ39, но с некоторыми монтажными изменениями, которые должны были решить проблему с вынесением механизма отката в переднюю часть башни. Автомат заряжания вмещал в себя 8 конусообразных снарядов, которые находились в нижней части башни. Циклическая скорострельность данного орудия — около 18 выстрелов в минуту. После выстрела, гильза от снаряда автоматически выбрасывалась через люк в кормовой части башни.

Заряжающий находился в левой части литой башенки и был ответственным за пополнение боекомплекта в автомате заряжания — барабана. В то время, как наводчик располагался в правой передней части башни, что позволило повысить комфортность использования перископического прицела. Данная система позволила упростить процесс зарядки автомата заряжания и его дальнейшего удаления. С июня 1955 года по апрель 1956 года был подвергнут продолжительным испытаниям, выявившим по-прежнему ненадёжную работу автомата заряжания. За всё время, которое было потрачено на предотвращение неполадок, так и не удалось стабилизировать механизм качающейся башни, вследствие чего работоспособность автомата заряжания являлась посредственной. Все недостатки данной системы были выявлены для избежания подобной ситуации, при разработке новой конструкции, основанной на башне AMX-13.